# Heiliggeistkirche (Tallinn)

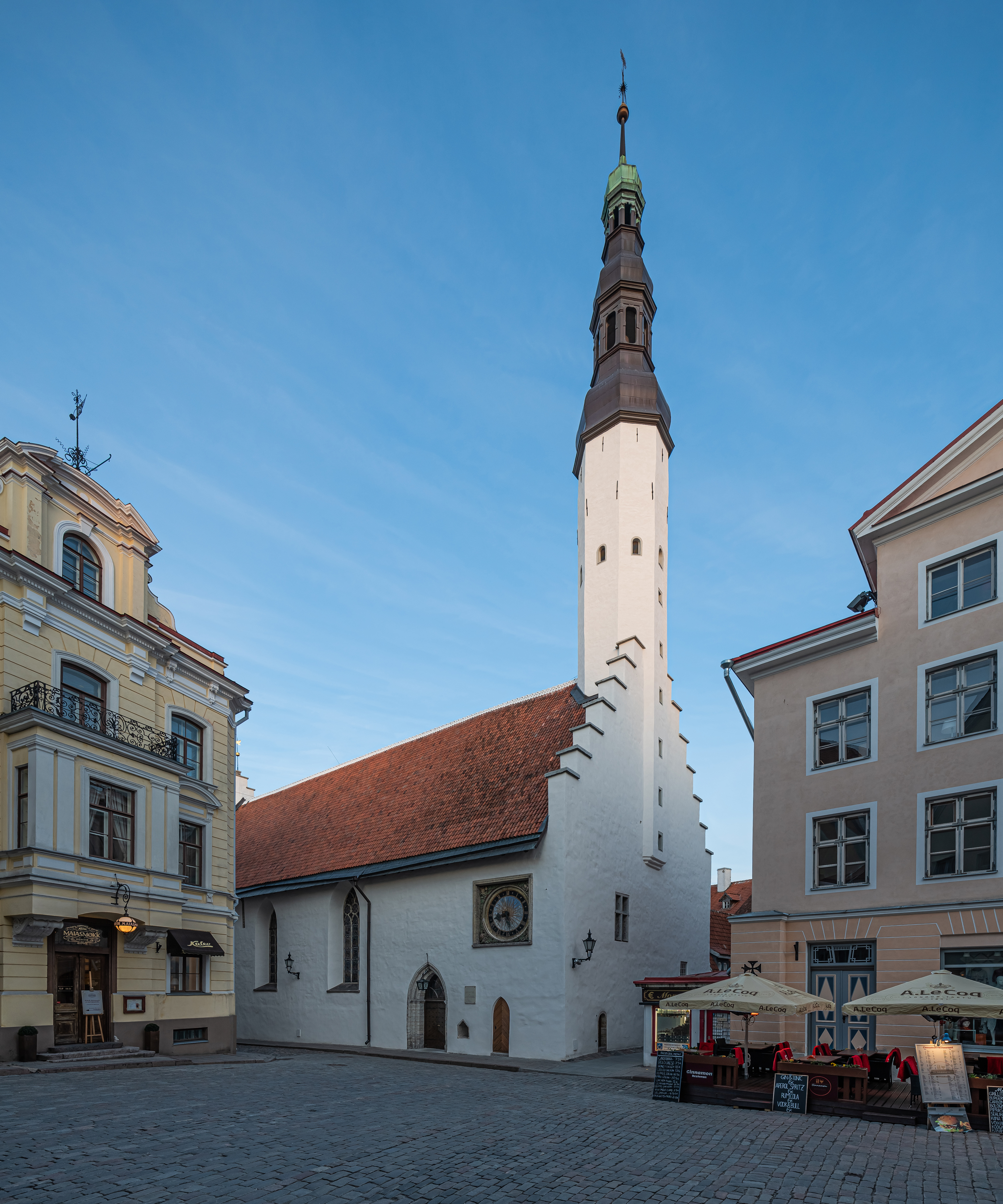
Die Heilig-Geist-Kirche mit ihrem barocken Turm

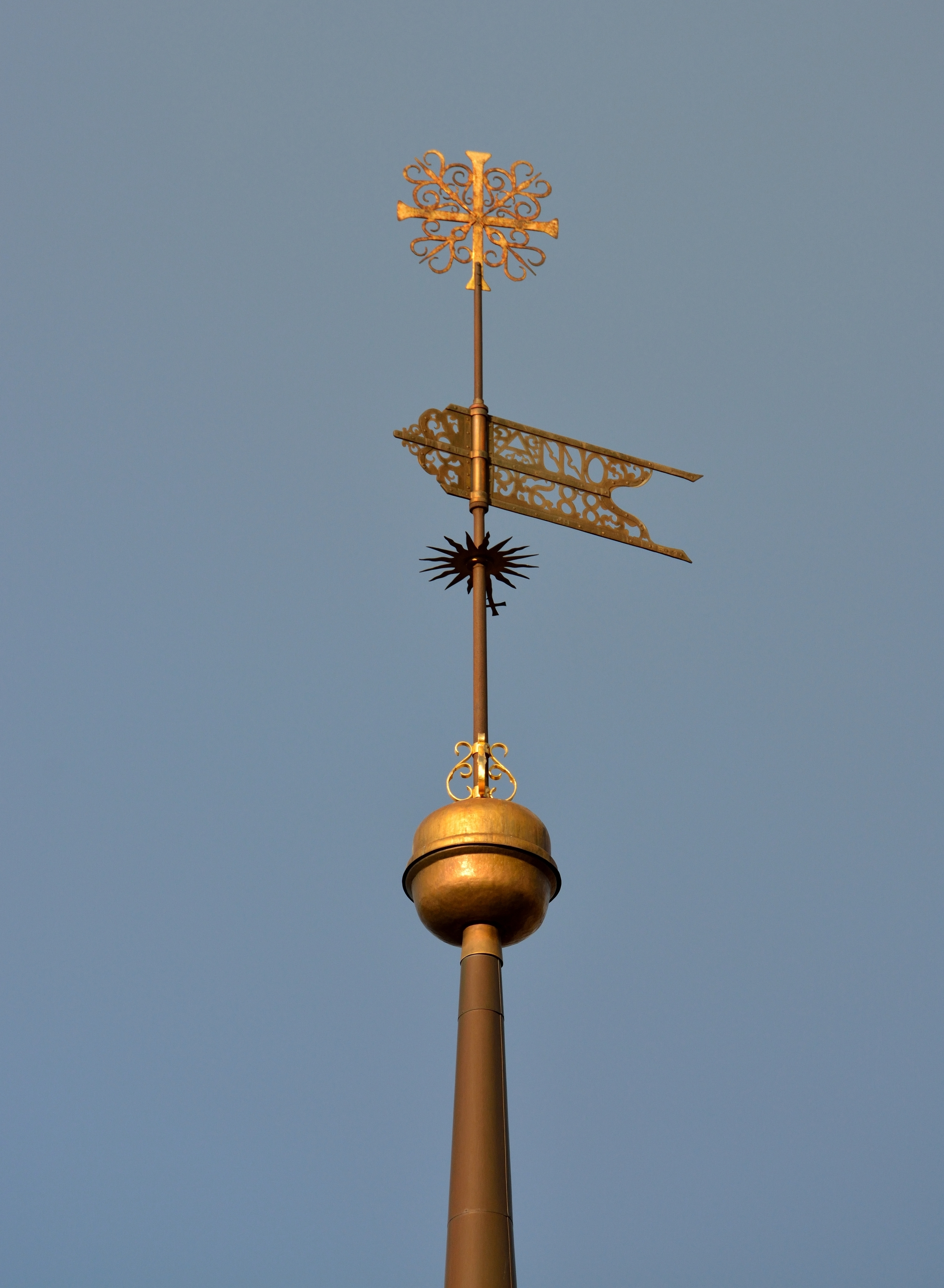
Windrichtungsgeber und Kreuz

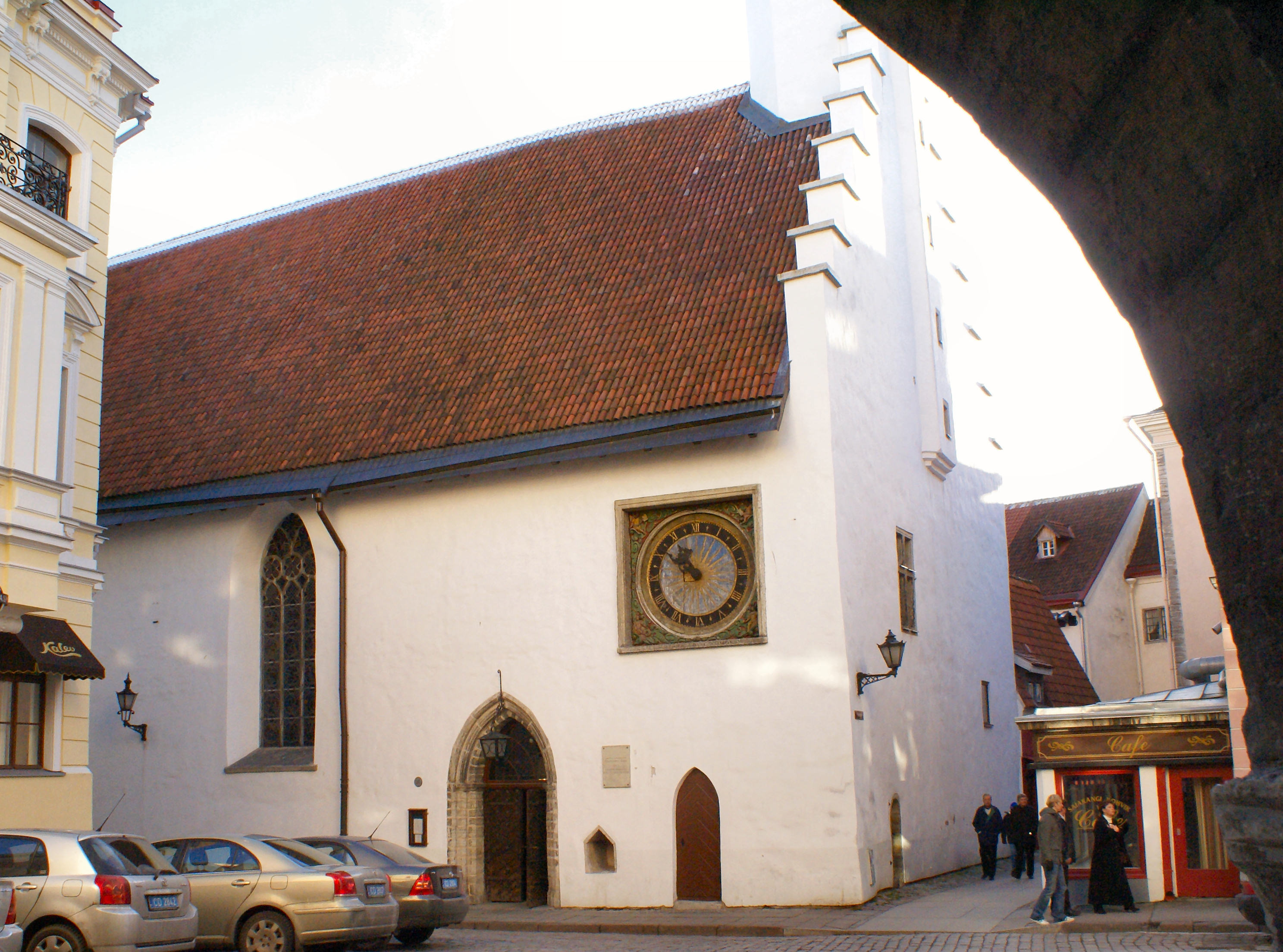
Eingang zur Heilig-Geist-Kirche mit der ältesten Uhr Tallinns

Die Heilig-Geist-Kirche (estnisch Püha Vaimu kirik, Pühavaimu kirik) ist eine evangelisch-lutherische Kirche und eines der Wahrzeichen der estnischen Hauptstadt Tallinn. Sie befindet sich in der Altstadt (Vanalinn) unterhalb des Dombergs (Toompea).

## Geschichte
Die Heilig-Geist-Kirche wurde um 1300 als Erweiterung der ursprünglichen Kapelle des Armen- und Siechenhauses der Stadt errichtet. Erstmals erwähnt wurde sie 1319. Der älteste Bauteil des nicht geosteten Kirchbaus ist der Chor, an den in der zweiten Hälfte des 14. Jahrhunderts das zweischiffige Langhaus mit zehn Kreuzrippengewölbejochen angebaut wurde. Die Heilig-Geist-Kirche ist die kleinste der mittelalterlichen Kirchen Tallinns. 1380 wurde sie fertiggestellt.
An die Westwand schließt sich ein minarettartiger barocker Turm vom Ende des 17. Jahrhunderts an. Er ersetzte einen Renaissanceturm, der vom Blitz getroffen worden war. Im achtstöckigen Turm befand sich neben zwei Glocken aus dem 17. Jahrhundert die älteste Kirchenglocke Tallinns. Sie stammt aus dem Jahr 1433. Ihre berühmte Inschrift in Mittelniederdeutsch (unterhalb einer lateinischen Zeile) lautet: „ik sla rechte / der maghet als deme knechte / der vrouwen als dem heren / des en kan mi nemant ver keren“ („Ich schlage gleichwohl / für die Magd wie für den Knecht / für die Dame wie für den Herrn / das kann mir niemand verwehrn“). Darunter steht der Name des Glockengießers: Merten Seifert. Die Glocke wurde bei einem Brand des Turms 2002 schwer beschädigt.
Die Heilig-Geist-Kirche hat in der Geschichte Estlands eine zentrale Rolle gespielt. Der Rat der Stadt hielt vor seinen Sitzungen im Tallinner Rathaus hier regelmäßig die Heilige Messe ab. In der Kirche wurden ab 1531 die ersten Predigten in estnischer Sprache gehalten. Pastoren der Kirche waren unter anderem Johann Koell, der 1535 den lutherischen niederdeutschen Katechismus des Simon Wanradt ins Estnische übersetzte, und der Chronist Balthasar Rüssow.

## Kunstwerke

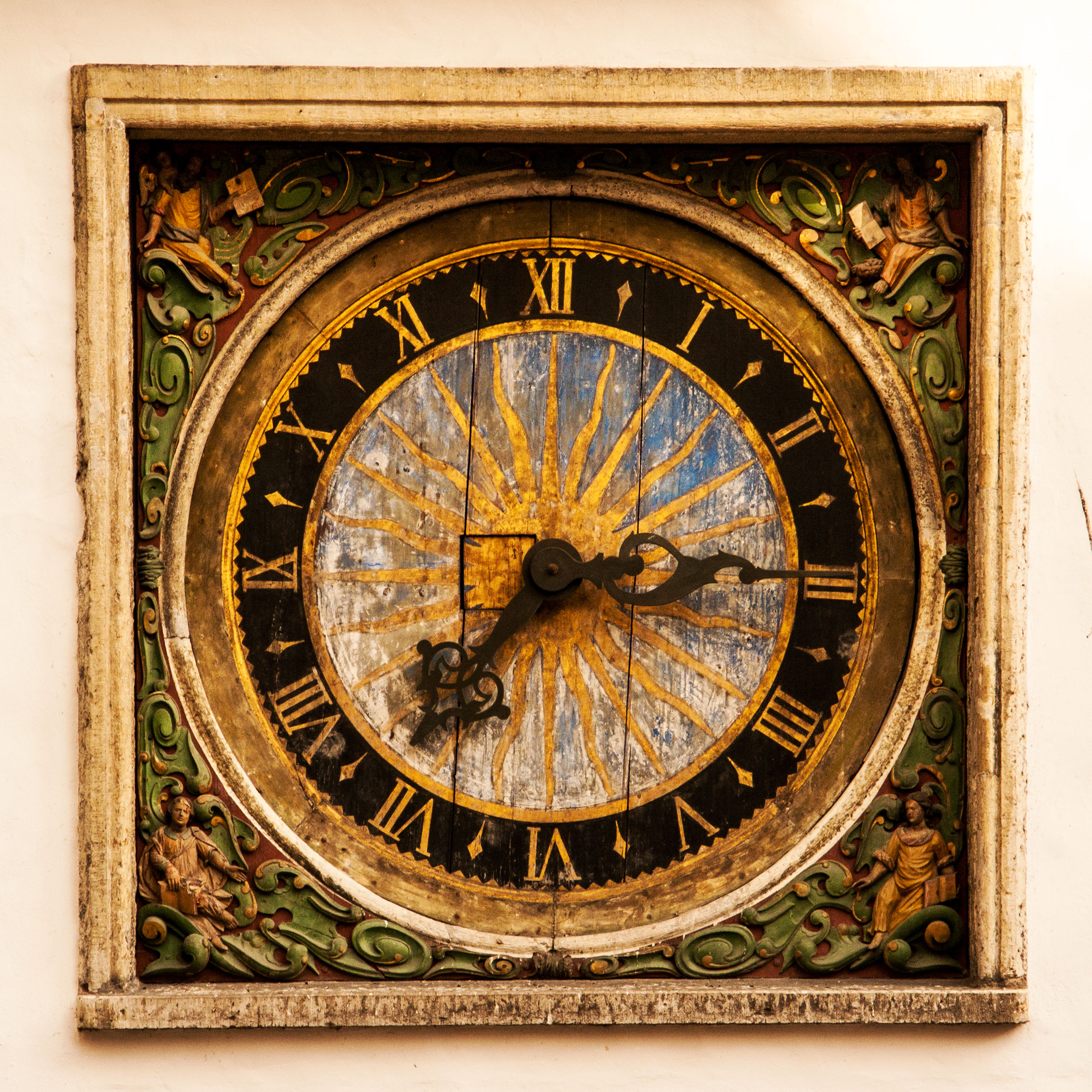
Uhr an der Außenwand der Heilig-Geist-Kirche rechts über dem Haupteingang

Berühmte Kunstwerke der Heilig-Geist-Kirche sind ein spätgotisches Kruzifix, die Renaissance-Kanzel von 1597 und der gotische Schrankaltar von Bernt Notke mit der Jahreszahl 1483 und dem kleinen Stadtwappen Tallinns. Er wurde als Auftragsarbeit des Tallinner Rats nach Lübeck vergeben, mit dem Tallinn über die Hanse enge Beziehungen pflegte. Geöffnet zeigt der Altar das Pfingstwunder, die Ausgießung des Heiligen Geistes. Die allegorischen Holzschnitzereien der Empore stammen von dem Meister Elert Thiele aus dem 17. Jahrhundert.
An der nördlichen Außenwand der Heilig-Geist-Kirche ist die älteste Uhr Tallinns zu sehen. Sie wurde 1684 von dem renommierten Holzschnitzer Christian Ackermann hergestellt. Die bunte Bemalung zeigt Sonnenstrahlen und die vier Evangelisten.

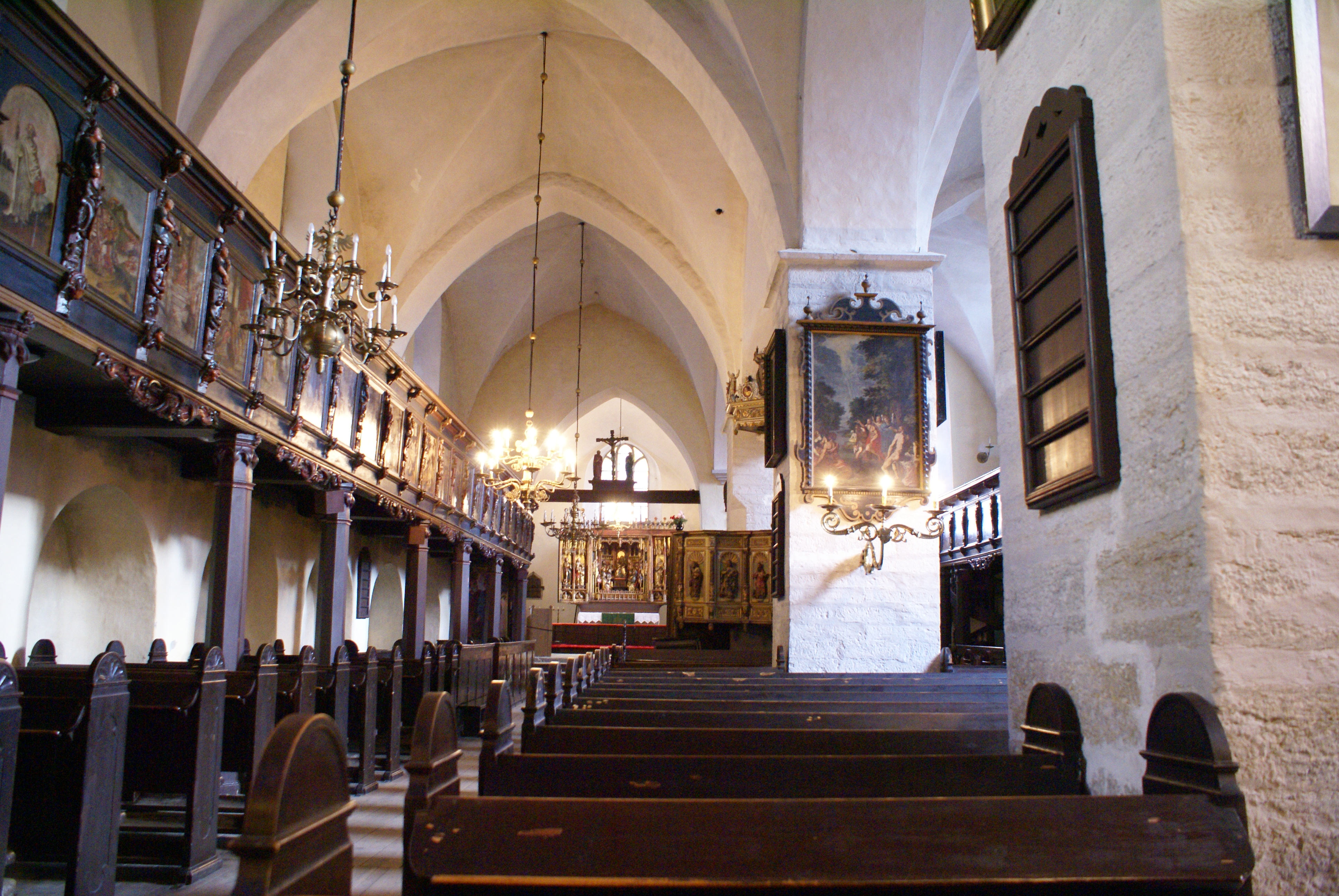
Innenraum mit Altar und Emporen
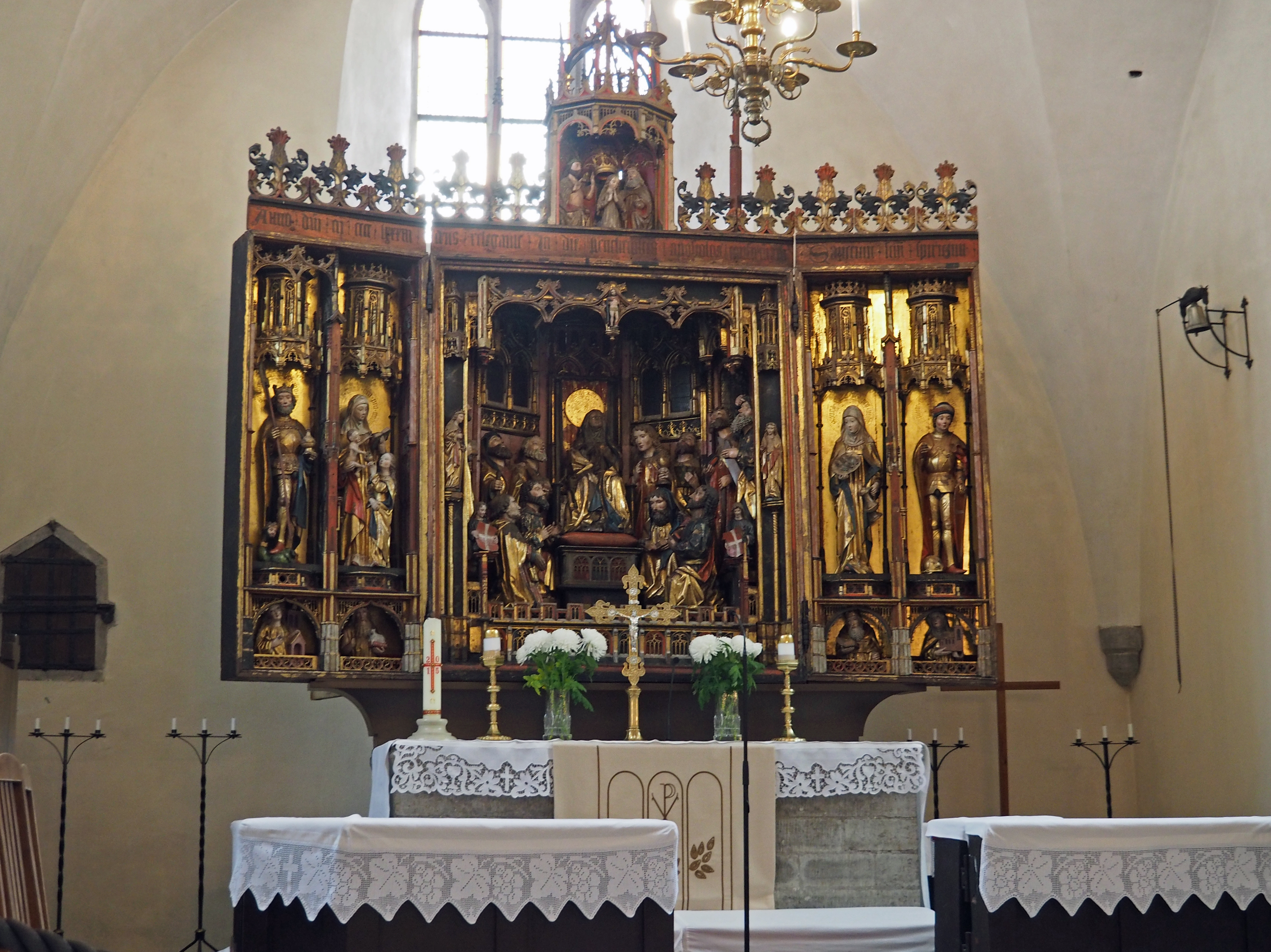
Schrankaltar (1483)
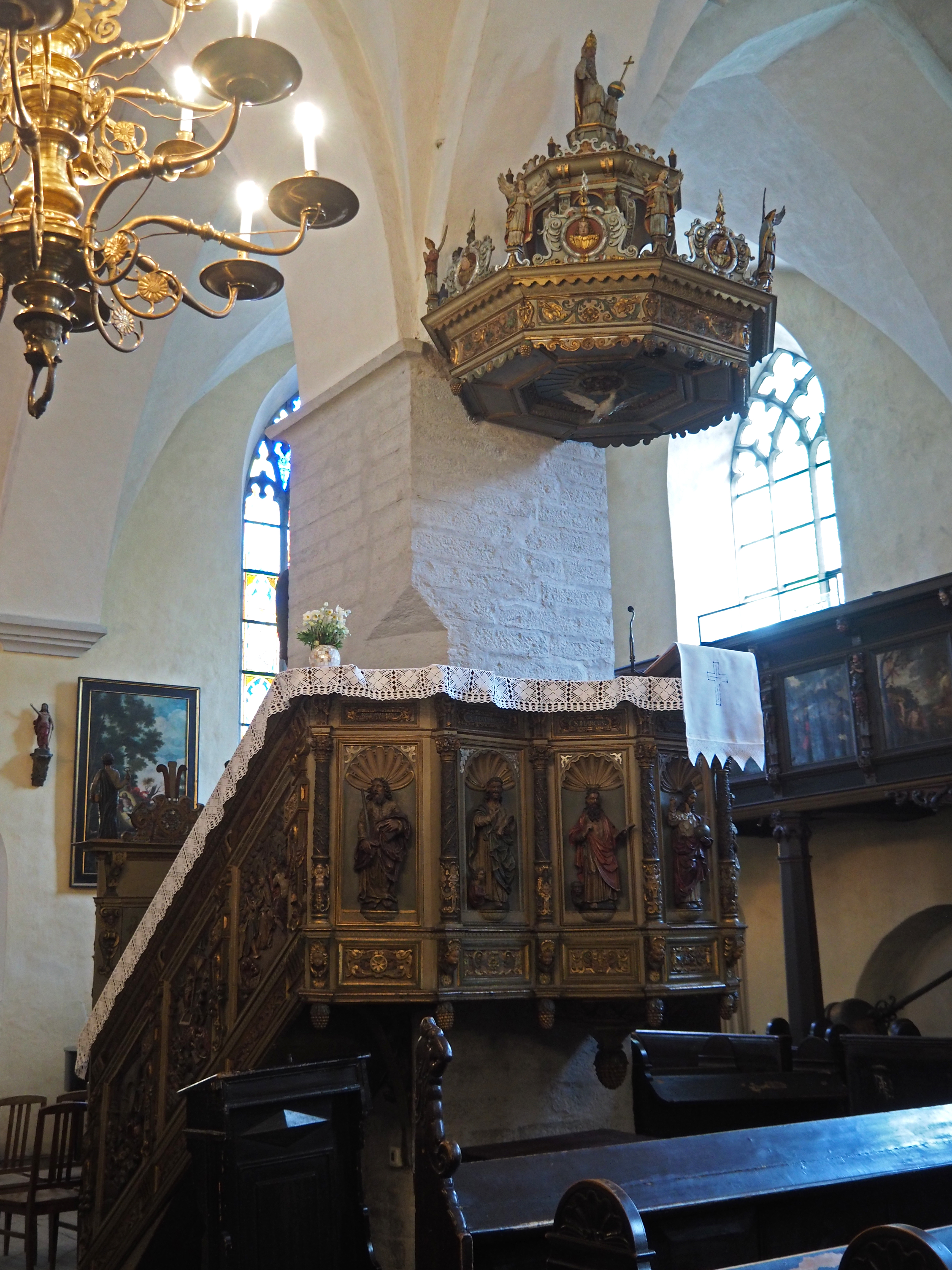
Renaissance-Kanzel (1597)
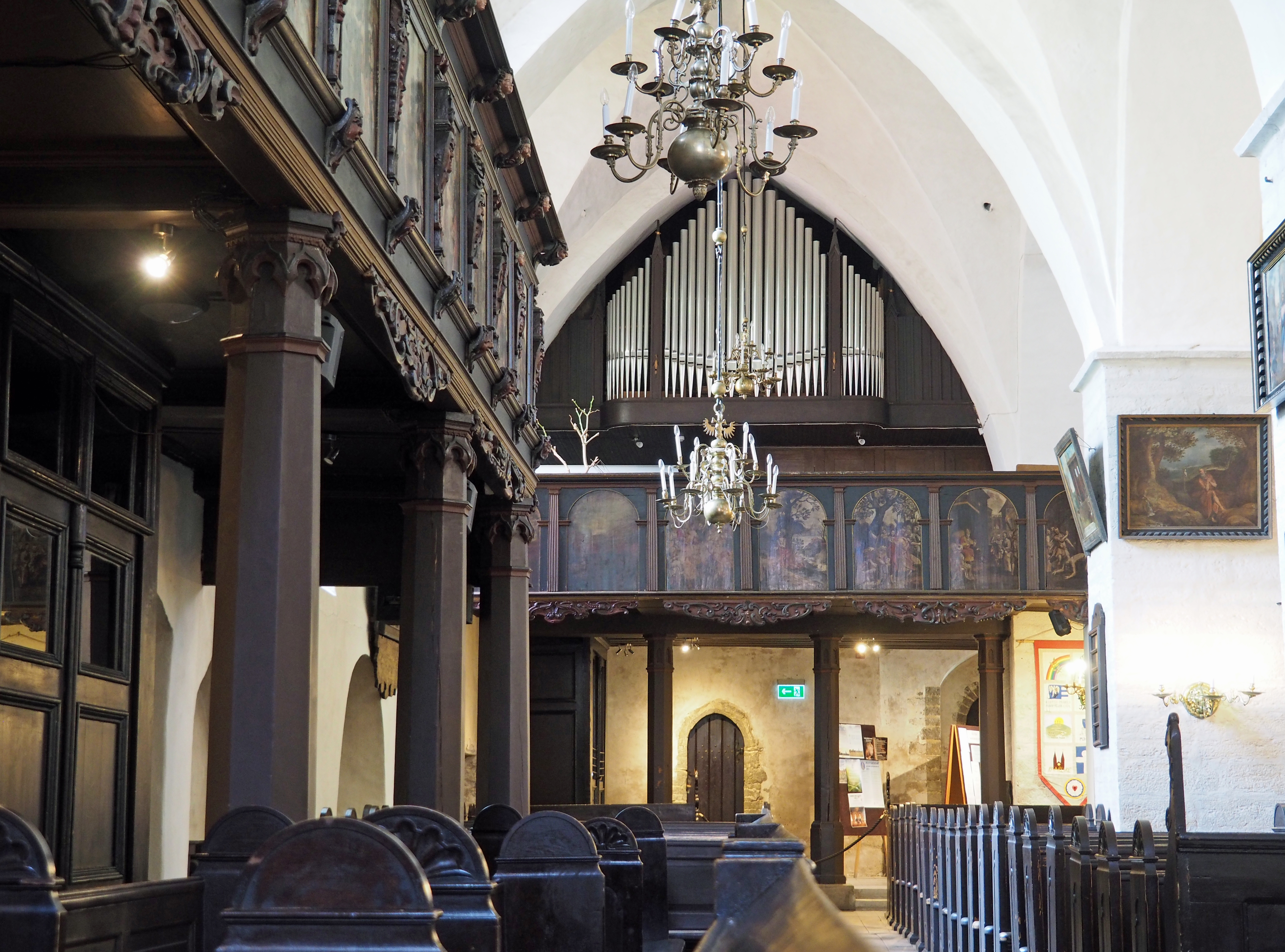
Emporen (17. Jahrhundert)

## Orgel

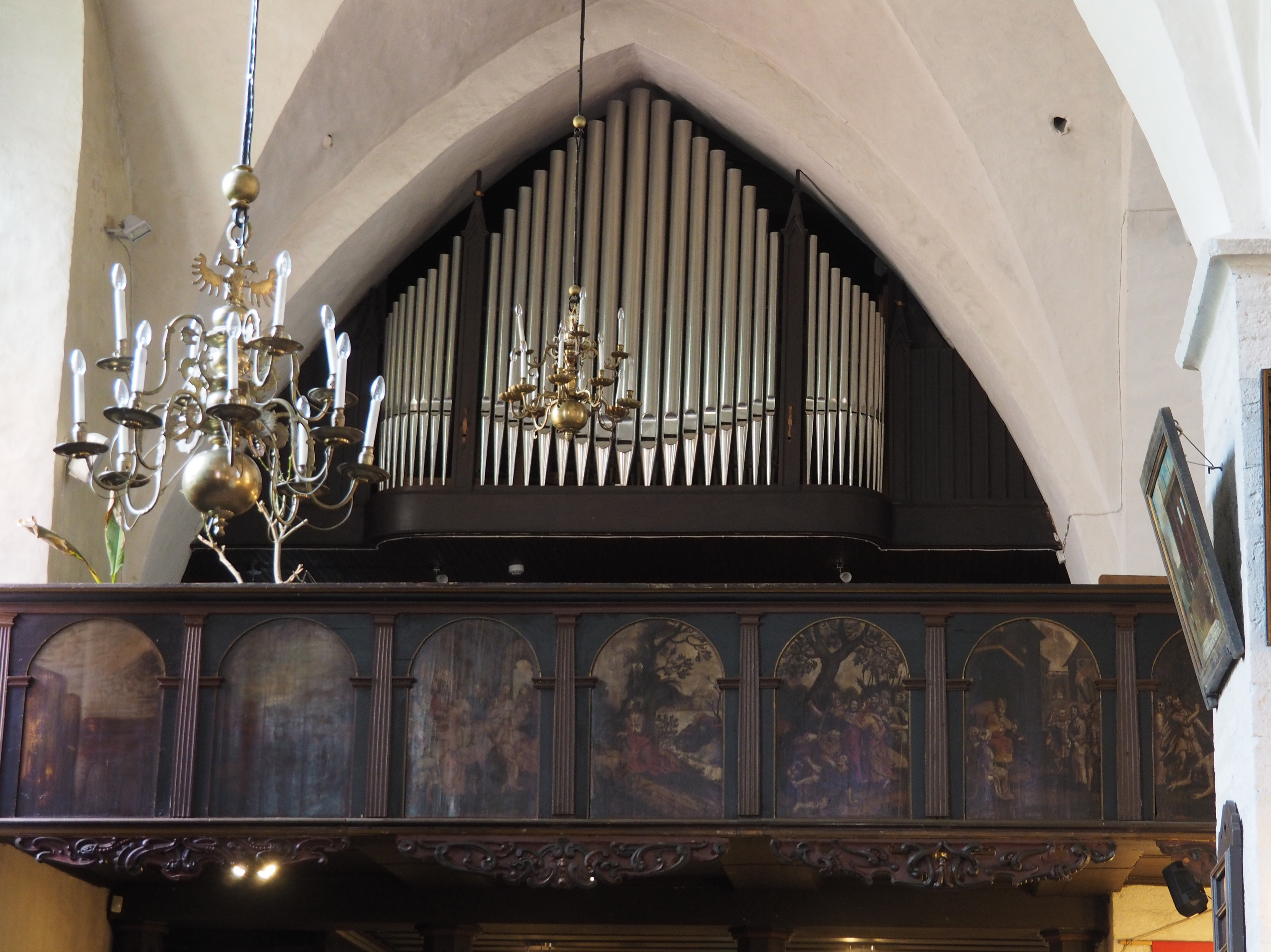
Orgel

Die Geschichte der Orgeln reicht zurück in das Jahr 1511. Das heutige Instrument wurde 1929 von dem Orgelbauer August Terkmann (Tallinn) erbaut, und in den Jahren 1985–1990 von dem Orgelbauer Hardo Kriisa restauriert und umgebaut. Das Instrument hat 66 Register auf vier Manualen und Pedal. Vom vierten Manual aus ist die Chororgel hinter dem Altar anspielbar. Die Trakturen sind pneumatisch – mit Ausnahme der Trakturen des vierten Manuals (Chororgel), die elektrisch sind.
| I. Manualwerk C–g3 |     |
| Flöten Principal   | 16′ |
| Principal          | 08′ |
| Doppelflöte        | 08′ |
| Hohlflöte          | 08′ |
| Flute harmonique   | 08′ |
| Quintatön          | 08′ |
| Viola di Gamba     | 08′ |
| Gemshorn           | 08′ |
| Dolce              | 08′ |
| Octav              | 04′ |
| Rohrflöte          | 04′ |
| Wienerflöte        | 04′ |
| Octav              | 02′ |
| Waldflöte          | 02′ |
| Mixtur III         |     |
| Mixtur IV          |     |
| Cornett III-V      |     |
| Fagott             | 16′ |
| Trompete           | 08′ |

| II. Manualwerk C–g3 |        |
| Bordun              | 16′    |
| Quintatön           | 16′    |
| Flöten Principal 0  | 08′    |
| Konzertflöte        | 08′    |
| Rohrflöte           | 08′    |
| Salicional          | 08′    |
| Fugara              | 08′    |
| Horn                | 08′    |
| Unda Maris          | 08′    |
| Principal           | 04′    |
| Gedacktflöte        | 04′    |
| Octav               | 02′    |
| Flageolet           | 02′    |
| Quint               | 02 ⁄3′ |
| Sesquialtera II     | 02 ⁄3′ |
| Scharff V           |        |
| Clarinette          | 08′    |
| Tremolo             |        |
| Glocken (G-g1)      |        |

| III. Manualwerk C–g3    |        |
| Lieblich Gedackt        | 16′    |
| Geigen Prinzipal        | 08′    |
| Gedackt                 | 08′    |
| Flauto amabile          | 08′    |
| Fernflöte               | 08′    |
| Viola d’amour           | 08′    |
| Aeoline                 | 08′    |
| Vox celeste             | 08′    |
| Geigen Principal        | 04′    |
| Flauto d’amour          | 04′    |
| Silvestrino             | 04′    |
| Flauto piccolo          | 02′    |
| Quint                   | 02 ⁄3′ |
| Terzflöte               | 01 ⁄3′ |
| Harmonia aetheria III 0 |        |
| Oboe                    | 08′    |
| Vox humana              | 08′    |
| Tremolo                 |        |

| IV Chororgel C–g3 |    |
| Gedackt           | 8′ |
| Principal         | 4′ |
| Spitzflöte        | 4′ |
| Superoctav        | 2′ |
| Scharff IV        |    |
| Tremolo           |    |

| Pedal C–f1      |         |
| Principalbass 0 | 16′     |
| Kontrabass      | 16′     |
| Subbass         | 16′     |
| Echobass        | 16′     |
| Quintbass       | 10 2⁄3′ |
| Octav           | 08′     |
| Flauto          | 08′     |
| Cello           | 08′     |
| Octav           | 04′     |
| Mixtur IV       |         |
| Posaune         | 16′     |

- Koppeln
  - Normalkoppeln: II/I, III/I, III/II, I/P, II/P, III/P
  - Suboktavkoppeln: II/I, III/I, III/II, II/P, III/P
  - Superoktavkoppeln: II/I, III/I, III/II, I/P, II/P, III/P
- Spielhilfen: Diverse feste Kombinationen (p, mf, f, ff, tutti, Piano Ped.) Registercrescendo, Absteller,